# Warren E. Hearnes

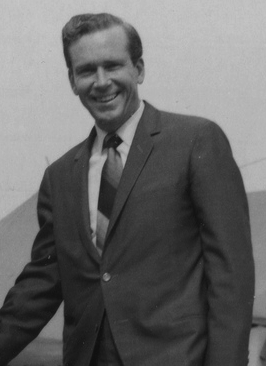
Warren E. Hearnes (1969)

Warren Eastman Hearnes (* 24. Juli 1923 in Moline, Illinois; † 16. August 2009 in Charleston, Missouri) war ein US-amerikanischer Politiker. Er war von 1965 bis 1973 der 46.  Gouverneur des US-Bundesstaates Missouri.

## Frühe Jahre und politischer Aufstieg
Nach der Grundschule absolvierte Hearnes die US-Militärakademie in West Point und die University of Missouri. Während des Zweiten Weltkriegs war er Oberleutnant der US Army. Bis 1949 blieb er Mitglied der Armee. Zwischen 1950 und 1960 war er Abgeordneter im Repräsentantenhaus von Missouri; danach hatte er bis 1965 das Amt des Secretary of State inne. Im November 1964 wurde er als Kandidat der Demokratischen Partei zum neuen Gouverneur seines Staates gewählt, wobei er sich mit 62,1 Prozent der Stimmen gegen den Republikaner Ethan Shepley durchsetzte.

## Gouverneur von Missouri
Hearnes trat sein neues Amt am 11. Januar 1965 an. Nach einer erstmals durch eine Verfassungsänderung möglichen Wiederwahl im Jahr 1968 konnte er bis zum 8. Januar 1973 im Amt bleiben. Diese Änderung wurde während seiner ersten Amtszeit beschlossen. Als Gouverneur setzte sich Hearnes für den Ausbau der Straßen und deren Sicherheit ein. Er trat für die Bürgerrechtsgesetze und für den Umweltschutz ein. Auch die Schulpolitik wurde verbessert. Von 1970 bis 1971 war er Vorsitzender der National Governors Association.

## Weiterer Lebenslauf
Nach dem Ende seiner Gouverneurszeit bewarb sich Hearnes jeweils erfolglos um einen Sitz im US-Senat und für die Stelle des Revisors (State Auditor) bei der Staatsregierung von Missouri. Im Jahr 1980 wurde er Richter an einem Kreisgericht. Damit hatte er als erste Person in Missouri Stellungen in allen drei Gebieten einer Demokratie inne: der Legislative (dem Parlament), der Exekutive (als Gouverneur) und der Jurisdiktion (als Richter). 16 Jahre lang war er im Vorstand der South Missouri Legal Services, einer Organisation, die sich der juristischen Betreuung einkommenschwacher Bürger annimmt. Warren Hearnes war mit Betty C. Hearnes verheiratet, die als Mitglied des Senats von Missouri 1988 von den Demokraten für die Wahl zum Gouverneur nominiert worden war und dem Republikaner John Ashcroft unterlag.